# دینیکتیس
دینیکتیس (نام علمی: Dinictis)، یک سرده از پستانداران گوشت‌خوارسان منقرض‌شده است که بین ۳۷٫۲ تا ۲۰٫۴ میلیون سال پیش به مدت ۱۶٫۸ میلیون سال در آمریکای شمالی می‌زیست. سرده دینیکتیس در سال ۱۸۵۴ میلادی توسط جوزف لیدی دیرینه‌شناس آمریکایی نام‌گذاری شد و تنها گونه معتبر آن دینیکتیس فلینا نام دارد.

## طبقه‌بندی
دینیکتیس برخلاف ظاهر گربه‌مانند خود از خانواده گربه‌ها نبود و به خانواده‌ای از گوشت‌خوارسانان کهن به نام شمشیردندان‌نمایان تعلق داشت. نیاکان دور این جانوران گوشت‌خوارریختانی مانند میاکیس بودند که در اواخر پالئوسن می‌زیستند و شمشیردندان‌نمایان توانستند جایگزین آن‌ها شوند. خود شمشیردندان‌نمایان بعدها توسط گربه‌ایان پیشرفته‌تر جایگزین شدند.

## توصیف
دینیکتیس ۱۱۰ سانتی‌متر طول و ۶۰ سانتی‌متر ارتفاع داشت و دارای مغزی کوچک و دمی دراز بود. این جانور نسبت به گربه‌ایان امروزی پاهای کوتاه‌تری داشت و کف‌رو محسوب می‌شده و قادر نبود پنجه‌هایش را کاملاً جمع کند. دینیکتیس همچنین دارای دو دندان نیش بلند و باریک در قسمت بالایی آرواره خود بود. این دندان‌ها اگر چه نسبت به دندان‌های نیش دندان‌خنجری‌هایی مانند چاقودندان کوچک بودند اما از دهان جانور بیرون زده بودند.

## نگارخانه

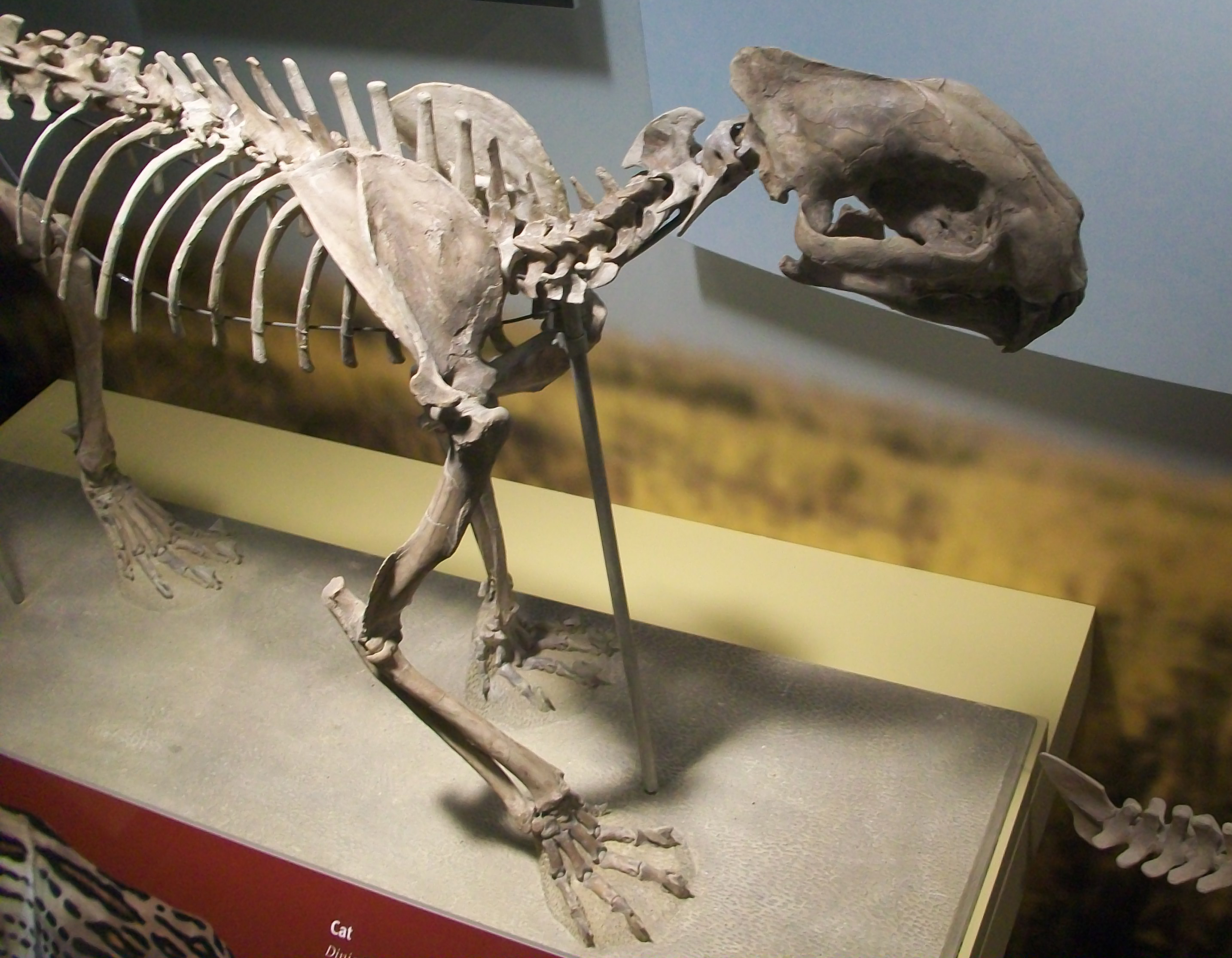
اسکلت دینیکتیس در موزه تاریخ طبیعی فیلد
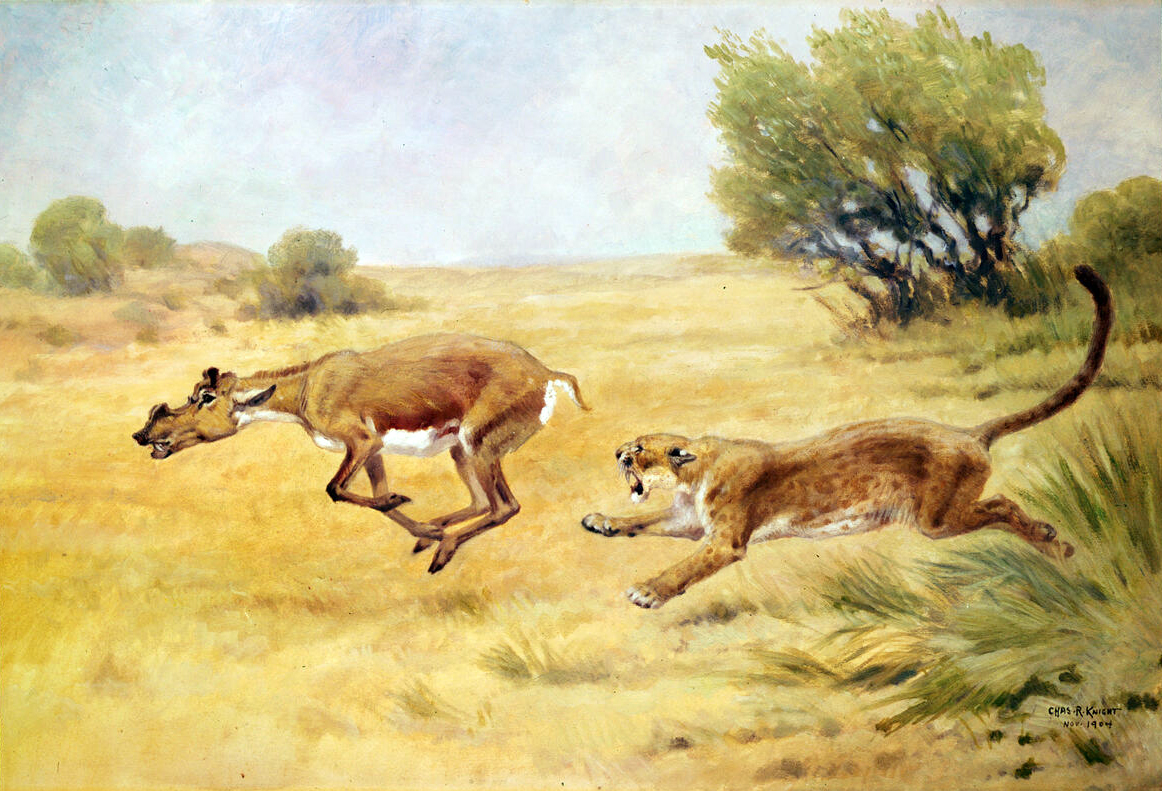
دینیکتیس در حال تعقیب شکار اثر چارلز نایت